# Кучук-Карасу (річка)
Кучу́к-Карасу́, Кучу́к-Карасу́в (крим. Küçük Qarasuv) також Карасу, Карасьовка, Мала Карасівка — річка в Криму, найбільша притока річки Буюк-Карасу (в нижній течії).

## Загальні відомості
Довжина — 80 км, площа водозбору — 255 км². Долина переважно ящикоподібна, завширшки від 400 до 75—200 м (у пониззі). Річище звивисте, подекуди випрямлене, завширшки 3 — 5 м, глибиною 0,3—0,7 м (максимально — 2 м). Є найзначнішою притокою річки Буюк-Карасу. Відноситься до річок басейну Сивашу та Азовського моря.

## Витоки
Річка бере свій початок в Арпатському районі на перевалі Горуча найбільшої кримської яйли Карабі-яйли, на висоті 725 м. Вона впадає в річку Буюк-Карасу на відстані 25 км від її гирла.
Водозбірний басейн, площею 255 км², розташований у верхній частині  — на північних схилах Головної гряди Кримських гір, у середній частині — у районі Передгір'я, у нижній частині — в Степовому Криму.

## Природа
Південна, верхня частина басейну має гірський, сильно пересічений рельєф. Схили гір круті, стрімчасті, покриті густим лісом. У передгірній частині річка перетинає першу поздовжню долину, другий і третю гірські гряди, де рельєф місцевості горбкуватий. При перетинанні Внутрішнього пасма утворюється мальовнича ущелина Пролам — між горами Айлянчик-Кая та Бурундук-Кая. Нижня частина водозбору являє собою плоску безлісу рівнину. У нижньому плині, річка пересихає у літньо-осінній період. Тут річкова мережа розвинена слабко й представлена лише балками і ярами, що несуть воду під час дощів або сніготаєння.
Долина річки, багата водою й гарними пасовищами, приваблювала диких тварин, і наші далекі предки облюбували ці місця, що обіцяли їм гарний доробок. Тут водилися мамути, зубри, древні коні, сайги, віслюки, шляхетний і північний олені, вовки, лисиці, песці тощо.
У верхів'ях, до села Поворотне долина річки Кучук-Карасу має вигляд ущелини з мальовничими водоспадами й численними «ваннами молодості». Сюди спрямований екскурсійний маршрут, відомий за назвою «В ущелину Кокасан» або «Черемисовські водоспади». Нижче, долина набуває ящикоподібну форму й зайнята садами.

## Історія
Долина річки була заселена з давніх часів. Тут знайдені залишки поселень епохи неоліту й епохи міді. Були тут і кургани часів бронзи. У Середньовіччя ці землі входили в територію Солдайського генуезького консульства.
Річка протікає якраз посеред села Лічебне (до 1948 року — Катирша-Сарай, крим. Qatırşa Saray) — в якому, за переказами, свого часу існував старий ханський палац, що слугував літньою резиденцією кримських ханів та в який в кінці березня 1777 року, прибув останній кримський хан калга-султан Шахін Ґерай. Перша документальна згадка відносно села Катирша-Сарай зустрічається в Камеральному Описі Криму 1784 р.
У долині річки, по дорозі з Сімферополя до Феодосії, розташоване село Багате. Колишня назва села — «Ель-Елі-баштани-елі» (край садів), як найкраще підходить до нього. Виникло селище Ель-Елі-баштани-елі в 80-ті роки XVIII ст. Перша згадка про село Ель-Елі-баштани-елі також наведена ще в статистичних довідниках 1783 р. У цих благодатних краях улаштувалися вірмени, що прийшли в ці краї в XI — XII столітті, рятуючись від турків-сельджуків. За 1 км вище за течією, при дорозі розташовані руїни вірменського храму XIV століття.
Основне заняття населення долини річки Кучук-Карасу — садівництво. Колись тут дійсно було багато яблуневих садів. Вирощували яблука різних сортів (Ренет Симиренка, Сари-синап, Банан зимовий та ін.). Саме звідси пішла плодоторгівля до інших країн. Врожай продавався на корені вже в травні. Один пуд яблук купували за 2—3 рублі, акуратно впаковували й везли, наприклад до Росії, де продавали десятками за ті ж 2—3 рублі. Приблизно сорок років тому, всі старі сади були розкорчовані й замість них посадили інтенсивні сади (пальметні), які тут не прижилися через кліматичні умови.